# Brandisia cauliflora
Brandisia cauliflora är en tvåhjärtbladig växtart som beskrevs av Tsoong och L.T. Lu. Brandisia cauliflora ingår i släktet Brandisia och familjen Paulowniaceae. Inga underarter finns listade i Catalogue of Life.